# 루고도
루고 주(스페인어: Lugo)는 스페인 북서부에 위치한 갈리시아 지방의 주로, 주도는 루고이다. 루고 주는 오렌세 주와 폰테베드라 주, 라코루냐 주, 레온도와 경계를 맞대고 있으며 비스케이만과 인접해 있다. 인구는 355,549명(2008년 기준)이며 면적은 9,856km2이다.